# Jan Dziewanowski
Jan Nepomucen Dziewanowski, né en 1782 vers Płonne en Pologne et mort le 4 ou le 5 décembre 1808 à Madrid, est un officier polonais, capitaine des chevau-légers polonais de la Garde impériale. Il est connu pour avoir mené la charge de son régiment à la bataille de Somosierra, charge au cours de laquelle il est mortellement blessé.

## Biographie
Jan Dziewanowski naît en 1782 vers Płonne, dans l'actuel gmina de Radomin. Adolescent, son éducation se fait sous la houlette de Nicolas Chopin, le père du compositeur et pianiste Frédéric Chopin. En 1806, il s'engage dans le corps polonais du général Jean-Henri Dombrowski. Alors que la Grande Armée commandée par Napoléon entre dans Poznań, Dziewanowski se rend en mission d'espionnage à Varsovie, puis à Prague afin d'évaluer la force des troupes russes. Sa tâche accomplie, il parvient à regagner les lignes françaises et à faire son rapport. Il passe ensuite successivement dans l'état-major des généraux Dombrowski et Milhaud.

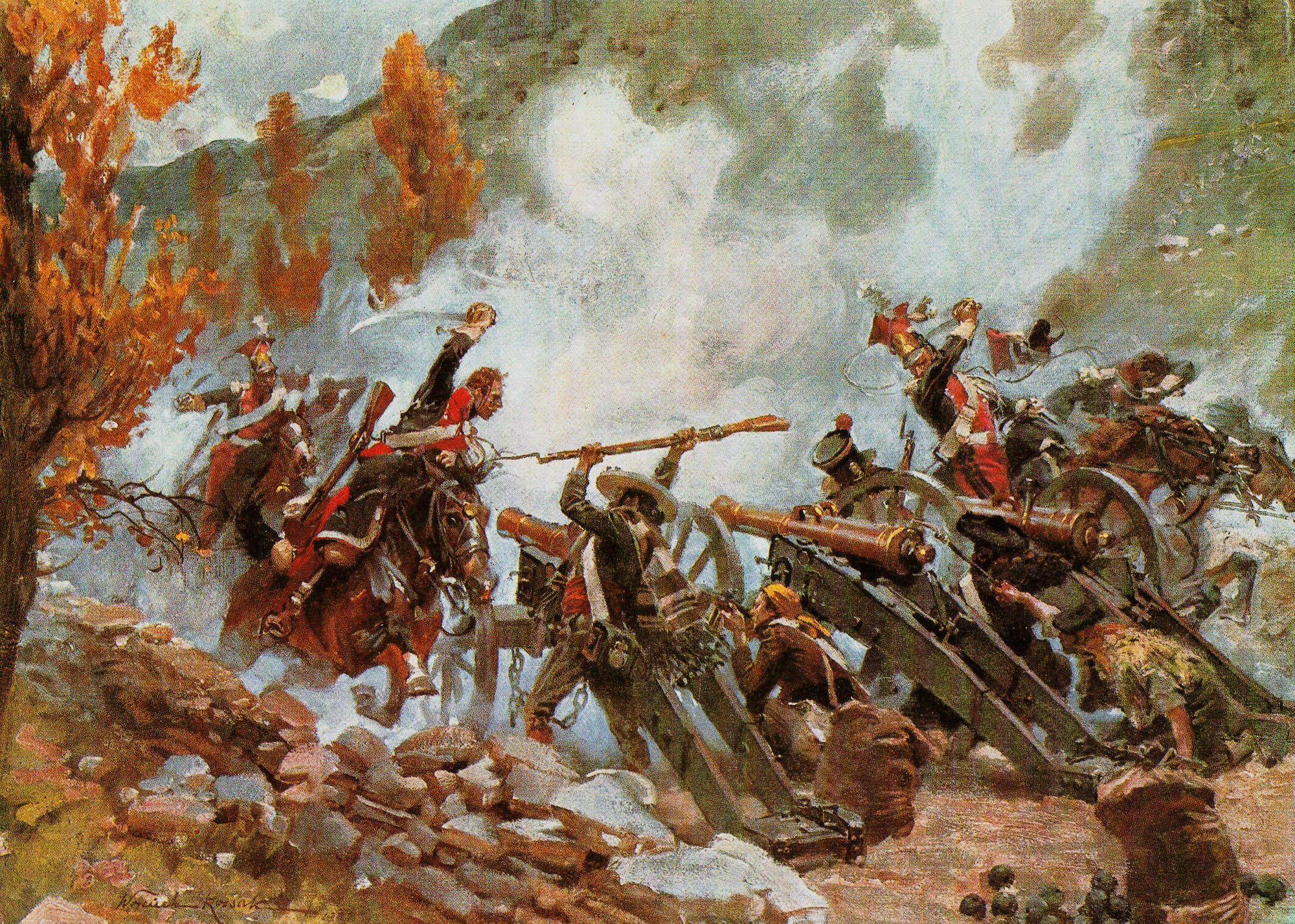
Les chevau-légers polonais attaquent une batterie espagnole à Somosierra, le 30 novembre 1808. Peinture de Wojciech Kossak, 1907.

C'est en 1807 qu'est créé le régiment des chevau-légers polonais de la Garde impériale. Dziewanowski y est incorporé avec le grade de capitaine. Son unité fait route vers Chantilly, puis vers l'Espagne. Le 30 novembre 1808, se déroule la bataille de Somosierra. Dziewanowski est à la tête de la 3e compagnie du 3e escadron des chevau-légers polonais, commandé ce jour-là par Kozietulski. Napoléon ayant donné l'ordre à la cavalerie de forcer le passage, Kozietulski s'élance sur les canons espagnols qui jalonnent le défilé. Une première batterie est enlevée, mais Kozietulski a son cheval tué sous lui et ne peut plus continuer. 
Le commandement retombe alors sur le capitaine Dziewanowski qui, « avec un courage extraordinaire », culbute la deuxième batterie en dépit de pertes sévères. C'est devant la troisième batterie qu'il tombe grièvement blessé, la jambe et le bras fracassés par la mitraille. Transporté d'abord à Buitrago, puis à Madrid, il succombe à ses blessures le 4 ou le 5 décembre 1808 et est enterré dans la capitale espagnole. Son camarade Niegolewski, à ses côtés au moment de sa mort, écrira plus tard :
« La mort de cet ami, de ce second père, de cet officier distingué qui m'avait guidé avec tant d'affection dans le rude métier de la guerre, me frappa profondément. »